# Blasto e Diogene
Blasto e Diogene (fl. III secolo) sono una coppia di martiri cristiani: il loro culto come santi è antico ed è testimoniato dal Martirologio geronimiano, che li menziona al 17 giugno, e dagli itinerari medievali.

## Storia
Non sono giunte notizie sulle vicende del loro martirio: negli Acta di san Valentino si parla di un Blasto che fu tribuno dell'imperatore Claudio il Gotico e che fu da lui condannato a morte perche cristiano, ma non esistono elementi per identificarlo con il compagno di Diogene; il testo dell'epigrafe sepolcrale del presbitero Marea accenna a una profanazione della tomba di Diogene avvenuta durante l'assedio di Vitige.
Erano anticamente sepolti nella chiesa di San Giovanni ad septem palumbas, sulla via Salaria, ma papa Pasquale I fece traslare le loro reliquie nella chiesa di Santa Prassede. Un'iscrizione risalente all'XI-XII secolo documenta la presenza di loro reliquie anche nella chiesa di San Marcello in Via Lata.
Il loro elogio si legge nel Martirologio romano al 17 giugno.